# Eufrazija Eluvathingal
Marta Eufrazija Eluvathingal (Kattoor, 17. listopada 1877. – Ollur, 29. kolovoza 1952.), indijska karmelićanka iz Siro-malabarske katoličke Crkve i svetica.

## Životopis
Rođena je kao Rosa Eluvathingal 17. listopada 1877. u obitelji Siro-malabarske katoličke vjere. Bila je najstarije dijete bogatih zemljoposjednika Cherpukarana Antonyja i njegove supruge Kunjethy. Kršten je 25. listopada 1877. U dobi od devet godina, Rosa je rekla kako je imala ukazanje Blažene Djevice Marije, koja joj je rekla da nikad ne stupi u brak te da posveti cijeli svoj život Bogu. S deset godina, ušla je školu karmelićanske zajednice. Kasnije je pristupila karmelićanskom samostanu. 
Tamo je uzela ime Eufrazija od Presvetog Srca Isusova. Zbog bolesti je neko vrijeme napustila samostan. Za vrijeme bolesti je izjavila kako je imala viziju Svete Obitelji te da je nakon toga ozdravila. Kasnije je obnašala visoke dužnosti u samostanu. Umrla je je 29. kolovoza 1952.
29. kolovoza 1987. proglašena je službenicom Božjom. Nadbiskup Varkey Vithayathil, u ime pape Benedikta XVI. proglasio ju je blaženom. Papa Franjo ju je proglasio svetom 17. svibnja 2015. u Vatikanu.